# Терентьев, Дмитрий Алексеевич
Дмитрий Алексеевич Терентьев (род. 19 октября 1987, Горький) — российский поэт, прозаик и музыкант. Лидер нижегородской группы «Аксон» (вокал, гитара).

## Биография
Окончил Нижегородское речное училище имени И. П. Кулибина, юридический факультет Нижегородского университета имени Н. И. Лобачеевского.
Участник Международных форумов молодых писателей России, стран СНГ и зарубежья, совещаний молодых писателей в Москве.
Руководитель Нижегородского регионального отделения Совета молодых литераторов. Член Союза писателей России с 2016 года.
Живёт в Нижнем Новгороде. Женат на российской писательнице Алине Гребешковой.

## Творчество
Стихи и проза Терентьева публиковались в литературных журналах «Север», «Наш современник», «Урал», «Звезда», «Кольцо А», «Нижний Новгород», «Бельские просторы», «Формаслов», «ZA-ZA «Зарубежные задворки» (Германия), «Гостиная» (США), «Молодая гвардия», «Великороссъ», «Вокзал», «Причал», «Дон», «Клаузура», альманахах «День поэзии» и «45-я параллель», «Литературной газете» и газете «День литературы», на сайте «Сетевая словесность». Переводы — в журнале «Формаслов».
Участник антологии молодой литературы России «Заря» и антологии нижегородской поэзии «Коромыслова башня». Книга прозы «Курсантские истории» вошла в шорт-лист конкурса «Экранизация-2022» и в шорт-лист второго сезона Всероссийской литературной премии «Гипертекст» имени Александра Чаковского в номинации «проза». Сборник стихов «По небесному ковру» стал победителем литературной премии «Болдинская осень».
Организатор культурного проекта «Поэтический Нижний» и составитель сборника стихов молодых авторов «Поэтический Нижний».
Составитель вместе с Алиной Гребешковой Антологии молодой поэзии Нижегородской области «Стрелка».

## Книги
- «Человек дождя». Сборников стихов / Дмитрий Терентьев — Нижний Новгород: Бикар, 2012 ISBN 978-5-91723-046-7
- «Мозаика раненой нации». Сборник стихов / Дмитрий Терентьев — Нижний Новгород: Бикар, 2015 ISBN 978-5-91723-104-4
- «Пламень веры». Повесть / Дмитрий Терентьев — Нижний Новгород: Издательство О. В. Гладковой, 2019 ISBN 978-5-93530-493-5
- «Курсантские истории». Повесть и рассказы / Дмитрий Терентьев — Волгоград: Перископ-Волга, 2022 ISBN 978-5-907288-83-6
- «По небесному ковру». Сборник стихов / Дмитрий Терентьев — М.: СТиХИ, 2024 ISBN 978-5-6050779-8-5
- «Заитилье». Сборник стихотворений / Дмитрий Терентьев — Волгоград: Перископ-Волга, 2025 ISBN 978-5-907924-47-5

## Критика
Владислав Маленко:
```
«Как поэт он являет исконные, орнаментальные вещи, близкие к Есенину или к Василию Белову»
[
34
]
.
```

Елена Крюкова:
```
«Смелость Дмитрия Терентьева есть небоязнь изображения Мiра как автопортрета. Мазки кладутся, бросаются на туго натянутый холст духа непредсказуемо. В этом незнании минуты — вся боль конечной жизни и вся тайная любовь к вечности»
[
35
]
.
```

Анна Маркина:
```
«Среди стихов Дмитрия Терентьева чувствуешь себя, как в ромашковом поле огромным летним днем — когда особенно полно вырисовывается жизнь, высокое небо и те, кто рядом»
[
12
]
.
```

## Награды и премии
- Лауреат конкурса «Северная звезда» журнала «Север» в номинации «поэзия» (2013)[36]
- Лауреат первой степени конкурса Слёта молодых литераторов в селе Большое Болдино в номинациях «поэзия», «авторская песня», «проза» разных лет[37]
- Медаль «В память 800-летия Нижнего Новгорода» (2021)[38]
- Финалист «Филатов Феста» (2023)[39]
- Лауреат международной литературной премии «Форпост» в номинации «Златые нити» (2023)[40]
- Лауреат премии журнала «Нижний Новгород» в номинации «поэзия» (2023)[41]
- Финалист (шорт-листер) Всероссийской литературной премии «Гипертекст» имени Александра Чаковского в номинации «проза» (2024)[28]
- Победитель литературной премии «Болдинская осень» в номинации «поэзия» (2024)[42]